# ガイウス・アシニウス・ポッリオ (紀元前40年の執政官)
ガイウス・アシニウス・ポッリオ（Gaius Asinius Pollio、紀元前75年 - 紀元4年）はプレブス（平民）出身の共和政ローマの政治家・軍人。紀元前40年に執政官（コンスル）を務めた。雄弁家、詩人、劇作家、文芸評論家、歴史家でもあり、歴史に関する著作は失われているものの、アッピアノスやプルタルコスに引用されている。ポッリオは詩人ウェルギリウスのパトロンで詩人ホラティウスの友人としても知られており、両者ともにポッリオを讃えた詩を作っている。

## 初期の経歴
ポッリオはイタリア中部のテアテ（現在のキエーティ）に生まれた。現存する碑文によると、父の名前はグナエウス・アシニウス・ポッリオである。彼に関する詩から、アシニウス・マルッキニウスという兄弟がいたことが分かり、マルッキニ族（en）との関連が示唆される。おそらくは、同盟市戦争において同盟都市側で戦った将軍ヘリウス・アシニウス（en）は祖父と思われる。
ポッリオはガイウス・ウァレリウス・カトゥルスの文芸サークルに加わり、紀元前56年には前年の執政官プブリウス・コルネリウス・レントゥルス・スピンテルの支援によって公職についた。紀元前55年には前護民官ガイウス・ポルキウス・カト（en、小カトの遠い親戚）の弾劾を行うが、敗訴した。前年の護民官時代、ガイウス・ポルキウス・カトは、第一回三頭政治（ポンペイウス、クラッススおよびカエサル）の手先となっていた。

## 政治歴
ポッリオは当初はレントゥルス・スピンテルからの支援を受けていたにもかかわらず、カエサルとポンペイウスのローマ内戦の歳にはカエサル側に立った。カエサルがルビコン川を渡って開戦するかを議論した会議には、ポッリオも出席していた。ポンペイウスとそれを支持する元老院議員達がギリシアに逃れた後、カエサルは小カトと戦うためにポッリオをシキリア属州に送った。その後ポッリオとガイウス・スクリボニウス・クリオはアフリカ属州に派遣され、ポンペイウス側の属州総督プブリウス・アッティウス・ウァルス（en）と戦った。クリオはウァルスが水源に毒を流したにもかかわらず、ウティカの戦い（en）に勝利する。続いてポンペイウスと同盟していたヌミディア王ユバ1世に向かうがバグラダス川の戦いで敗北し、クリオも戦死した。ポッリオは残存兵力をまとめてウティカへ撤退した。ファルサルスの戦いではカエサルのレガトゥス（副官）として参加し勝利、ポンペイウス側の使者は6,000とされている。
紀元前47年には護民官を務めたと思われ、同僚護民官プブリウス・コルネリウス・ドラベッラ（en）が提案した徳政令（借金棒引き）に反対した。翌年には、カエサルと共にアフリカに戻り、小カトとクィントゥス・カエキリウス・メテッルス・ピウス・スキピオ・ナシカを追撃した。

## ヒスパニア
紀元前44年にカエサルが暗殺されたとき、ポッリオはヒスパニアでセクストゥス・ポンペイウスに対する作戦を実施しており、成功を収めつつあった。その後マルクス・アエミリウス・レピドゥスが属州総督に任命されると、カエサル支持者としての忠誠を示し、コルドバでレピドゥスに対して元老院からの委任状がないものに対して属州を渡せないと宣言した。数ヵ月後、彼の財務官（クァエストル）を務めていたルキウス・コルネリウス・バルブスが、兵士の給与を横領してカディスからマウレタニアへ逃亡した。その後ポッリオはポンペイウスに手痛い敗北を喫し、偽装して戦場から脱出することとなった。

## オクタウィアヌスとアントニウスの内戦
オクタウィアヌスとマルクス・アントニウスの内戦の可能性が高まると、ポッリオは両者の間で揺れたが、結局はアントニウスに加担することにした。しかしその後、アントニウス、レピドゥス、オクタウィアヌスは三頭政治を開始する。結果血なまぐさいプロスクリプティオが実施され、ポッリオの義理の父であるルキウス・クィントゥスもその最初の犠牲者の一人となった。彼は船で逃れたものの、結局は船上から海に飛び込んで自殺した。三者での属州分割により、ガリアはアントニウスの管轄となり、ポッリオはガリア・トランスパダナ（ガリア・キサルピナの内、ポー川からアルプスの間）の管理を行うこととなった。退役軍人にマントヴァの土地を分配する際には、ウェルギリウス（マントヴァ出身）の財産を保全するために、自身の影響力を利用している。
紀元前40年に、オクタウィアヌスとアントニウスの間で合意されたブルンディンシウム（現在のブリンディジ）の和約を仲介した。同年にポッリオは執政官を務めているが、これは紀元前43年に三頭政治によって約束されていたことであった。ウェリギリウスは、ポッリオに対して有名な第四の牧歌を贈っている。ただ、これがポッリオの執政官就任を予測してのものか、あるいはブルンディンシウムの和約での役割を讃えたものかは不明である。ウェルギリウスは、他のローマ人と同様に、平和の到来とポッリオの下での黄金時代の到来を期待した。しかし、ポッリオは執政官の任期を満了することはできなかった。彼と同僚執政官のカルウィヌスはその年の最後の月にオクタウィアヌスとアントニウスから解任されている。
翌年、ポッリオは前執政官（プロコンスル）として、マルクス・ユニウス・ブルトゥスと同盟したイリュリアのパルティニ族に対する軍事作戦を行い勝利した。ローマに戻った10月25日には凱旋式を実施している。ウェルギリウスの第八の牧歌は、作戦中のポッリオに捧げられたものである。
紀元前31年、オクタウィアヌスはポッリオにアントニウスとの最終決戦（アクティウムの海戦）に参加するよう依頼した。しかし、これまでのアントニウスから受けた恩恵のため、中立を維持した。

## 晩年
戦争での戦利品の利益を使い、ポッリオはアトリウム・リベラティス（フォルム・ロマヌムとカンプス・マルティウスの間にあった建物）に、ローマ最初の公共図書館を作った。また、ローマの英雄達と並んで彼の像も立てられた。図書館にはギリシア語館とラテン語館があり、その設立はもともとはカエサルの意思であったという。
図書館には壮大な美術コレクションが付属しており、ポッリオはファルネーゼ・ブルと呼ばれる模造品も含めてヘレニズム芸術を愛していた。図書館と同様に美術ギャラリーも一般に公開された。
軍事的・政治的な成功を収めた後、ポッリオは文芸家のパトロンおよび作家としての引退生活に入った。彼は古風なスタイルと純粋さを重視する著名な文芸評論家としても知られた。
引退後、ポッリオは朗読会を組織し、作家達に自身の作品を朗読することを進めたが、ポッリオは自身の作品を朗読した最初のローマ作家であった。その中で最も有名なのはウェリギリウスが皇帝一家の前で執筆中の『アエネーイス』を朗読したもので、カエサルが父方の祖先と信じていた英雄アイネイアースを描写することで皇帝一家を讃えた。結果、ウェルギリウスは皇帝アウグストゥスからの賞賛を得た。
ポッリオはトゥスクルム（en）で死去したと思われる。彼は断固とした共和政主義者であったので、アウグストゥスからは幾分距離を置いていた。

## 家族
ポッリオの妻は紀元前43年に処刑されたルキウス・クィントゥスの娘クィンティアであった。ガイウス・アシニウス・ガッルスは息子であり、アウグストゥスの盟友マルクス・ウィプサニウス・アグリッパの娘ウィプサニアの二番目の夫となっている。ガッルスとウィプサニアの息子のうち、二人は執政官に、一人は補充執政官になっている。

## 遺産
ポッリオが書いた同時代史は逸文となってしまったが、その内容はアッピアノスとプルタルコスを通じて現在に伝わっている。彼は後世の人々に、彼が生きた時代がローマの鍵となる時代であることを認識させた。詩人ホラティウス（Odes 2.1.1-4）によれば、ポッリオはローマ内戦が始まった年を紀元前60年としている。
19世紀のオランダの政治家ヨハン・ルドルフ・トルベッケは、ライデン大学でポッリオに関する著作を残している・。
また、ポッリオはロバート・グレーヴスの小説『この私、クラウディウス』の登場し、若きクラウディウスとティトゥス・リウィウスと歴史を記述する倫理について議論している。

## 参考資料

### 古代の資料
- ヒエロニムス 『年代記』
- ウェルギリウス『牧歌』
- ホラティウス『歌集』
- カトゥルス『歌集』
- ティトゥス・リウィウス『ローマ建国史』
- プルタルコス『対比列伝』
- アッピアノス『ローマ史』
- ウェッレイウス・パテルクルス『ローマ世界の歴史』
- マルクス・トゥッリウス・キケロ『友人達への手紙』
- カッシウス・ディオ『ローマ史』
- ガイウス・プリニウス・セクンドゥス『博物誌』

### 研究書
- Louis H. Feldman, "Asinius Pollio and Herod's Sons", The Classical Quarterly, New Series, Vol. 35, No. 1 (1985), pp. 240–243. Article reading online requires subscription to JSTOR.
- Miland Brown, Loot, Plunder, and a New Public Library.
- G. S. Bobinski, (1994). Library Philanthropy. In W.A Wiegand and D.G. Davis (Eds.), Encyclopedia of Library History. New York: Garland Publishing.